# Menetrend

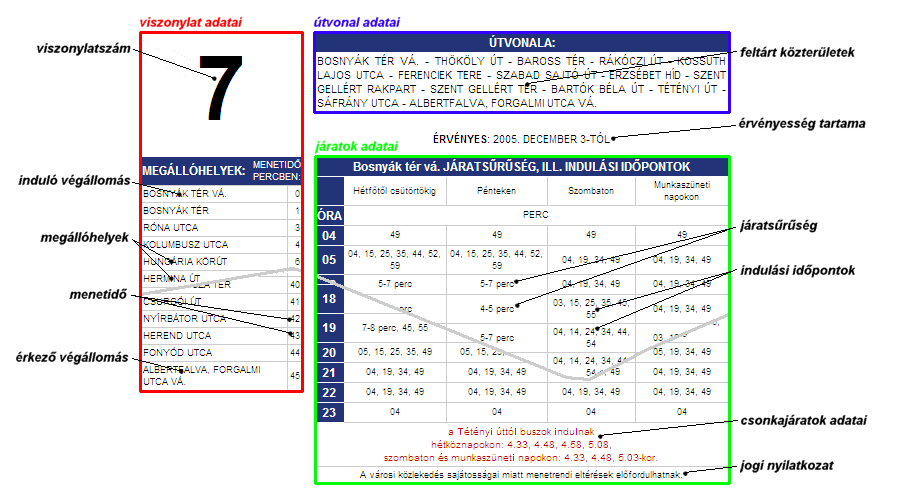
A Budapesten 1997-ben bevezetett, aktuális járatinformációkat tartalmazó utastájékoztató menetrendi nyomtatványok adatai

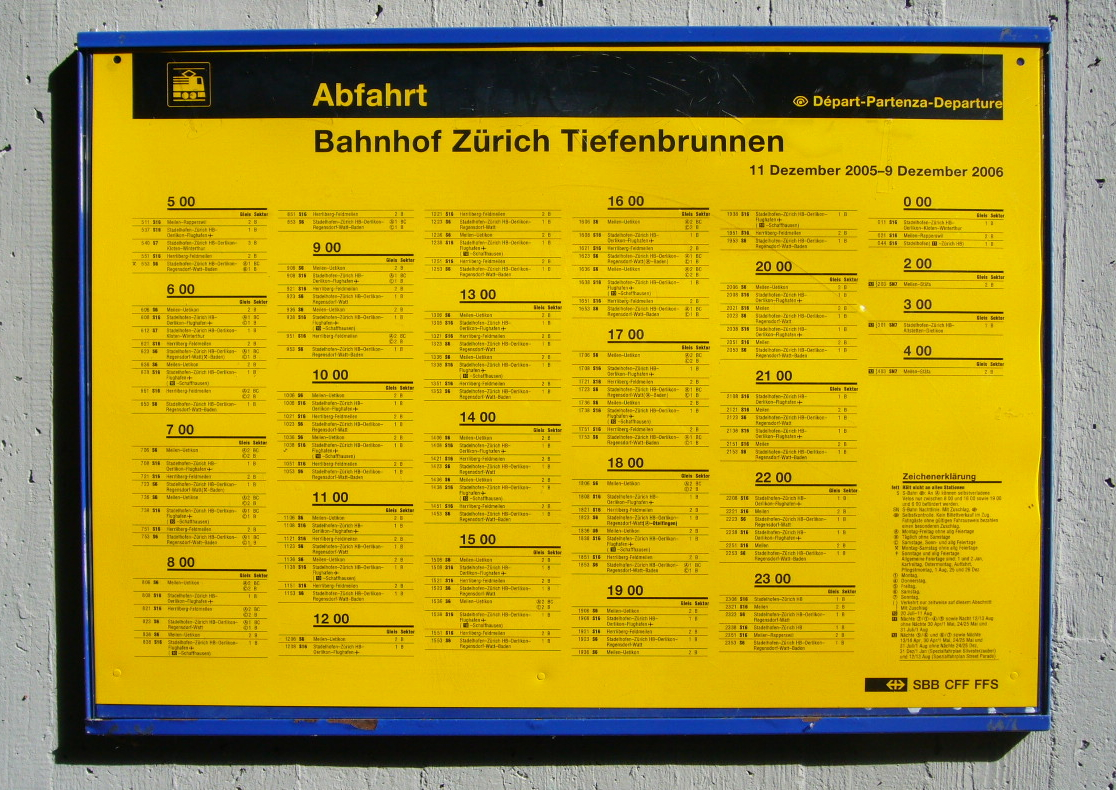
Menetrend a Zürichi főpályaudvaron

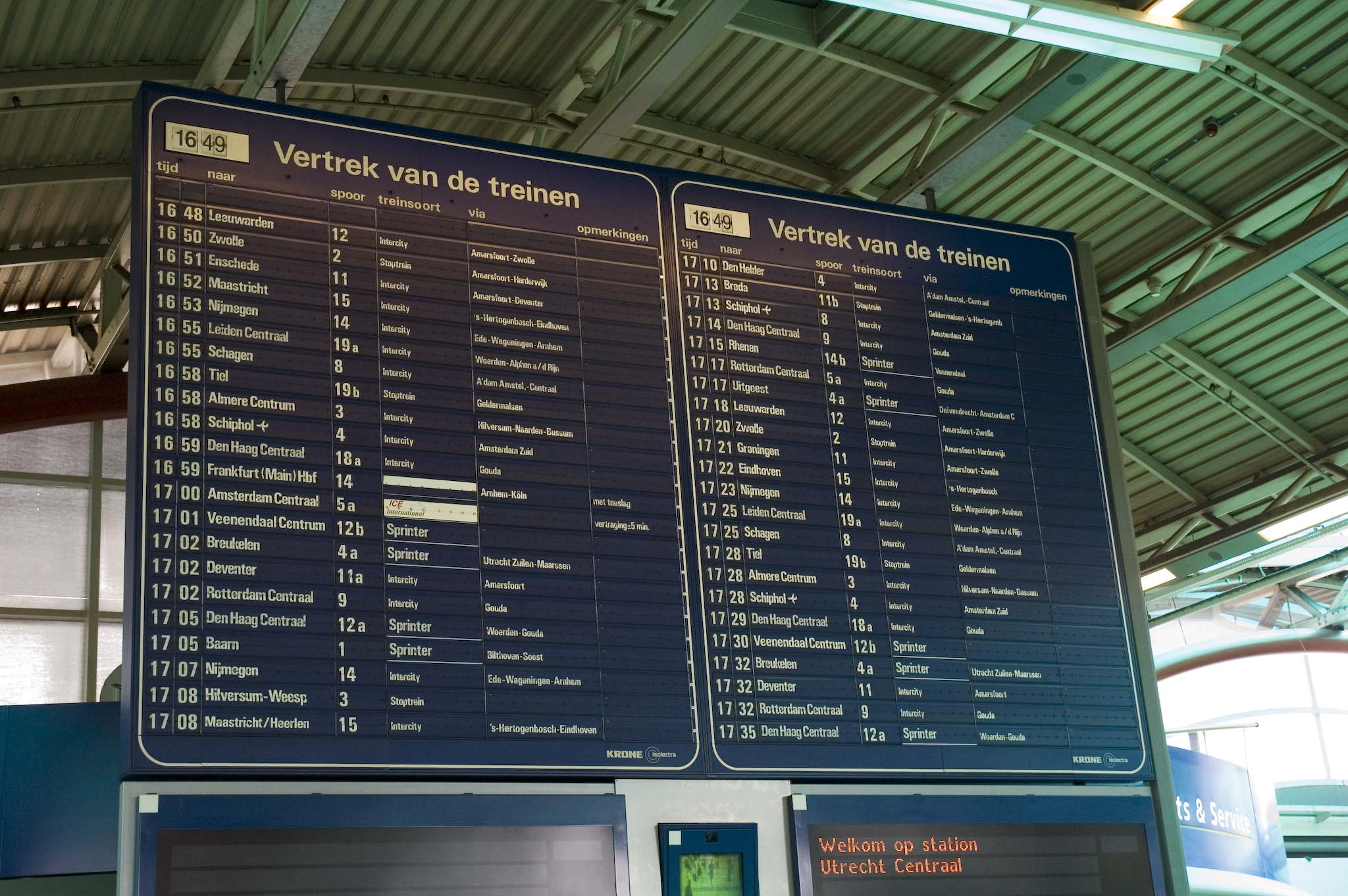
Menetrend Utrecht Centraal állomáson

A menetrend a közforgalmú közlekedésben használt közlekedési jegyzék, amely rögzíti a szolgáltatási kínálatot. Tágabb értelemben magában foglalja az üzemidő meghatározását, valamint az üzemidőn belül előírja az egyes közlekedési vonalakon – többek között – a járatok sűrűségét, a forgalomban részt vevő járművek és személyzet térbeli és időbeli elhelyezkedését.
Megkülönböztetünk hivatalos, tájékoztató és belkezelési menetrendet, annak megfelelően, hogy a jegyzék a megrendelő, az utazóközönség vagy a szolgáltató sajátos igényei szerinti adatokat tartalmazza. A hivatalos menetrend a hatóságok (megrendelő) által jóváhagyott és a jogszabályban előírt módon meghirdetett menetrend. A tájékoztató menetrend a hivatalos menetrend alapján készített, az utasigények figyelembevételével készült kivonat. A belkezelési menetrend (fordajegyzék) a hivatalos menetrendben szereplő adatokon felül a forgalom lebonyolítását segítő előírásokat, kiegészítő adatokat is tartalmaznak (például garázsmenetek adatai, üzemanyagszorzók stb.).